# David Regalado
David Regalado Ángel (17 de enero de 1952, México) es un futbolista mexicano retirado que jugaba en la posición de mediocampista. Jugó para el Club Deportivo Guadalajara y participó en los Juegos Olímpicos de Múnich 1972.
En 1968 fue parte de la selección que representó a Jalisco en los juegos Pre-Nacionales, participando en la categoría Juvenil "B", un equipo dirigido por el profesor Diego Martínez.
Después de su paso por el profesionalismo, regresó a jugar con equipos Amateur. Participó de 1973 a 1975 en la Primera División Juvenil de la Asociación Estatal de Fútbol de Jalisco, con equipos como el Filipinas y el Santos del Barrio de Mexicaltzingo.

## Clubes
| Club                       | País   | Año         |
| -------------------------- | ------ | ----------- |
| Club Deportivo Guadalajara | México | 1971 - 1973 |